# مارتین پیترز
مارتین پیترز (انگلیسی: Martin Peters؛ ۸ نوامبر ۱۹۴۳ – ۲۱ دسامبر ۲۰۱۹) بازیکن فوتبال اهل انگلستان بود که سابقهٔ بازی در تیم ملی فوتبال انگلستان را در کارنامهٔ خود دارد. وی در تاریخ ۴ مه ۱۹۶۶ نخستین بازی ملی خود را در مقابل تیم ملی فوتبال یوگسلاوی انجام داد و با حضور در ۶۷ بازی ملی، در تاریخ ۱۸ مه ۱۹۷۴ واپسین بازی ملی‌اش را در برابر تیم ملی فوتبال اسکاتلند برگزار کرد.
این بازیکن توانسته در بازی‌های ملی، ۲۰ گل به ثمر برساند. او یکی از گلزنان فینال جام جهانی ۱۹۶۶ مقابل آلمان غربی بود.